# Mohrenbrauerei
Die Mohrenbrauerei Vertriebs GmbH & Co KG in Dornbirn ist die älteste Vorarlberger Bierbrauerei. Die Brauerei produziert mehrere Biersorten und Limonaden. Mit einem Gesamtmarktanteil in den Sparten Gastronomie und Handel von 47,8 Prozent war die Mohrenbrauerei im Jahr 2014 Marktführer unter den vier Vorarlberger Brauereien. 2021 gründete die Brauerei zusammen mit neun anderen Gründungsmitgliedern den „Verein der Unabhängigen Privatbrauereien Österreichs“.

## Geschichte

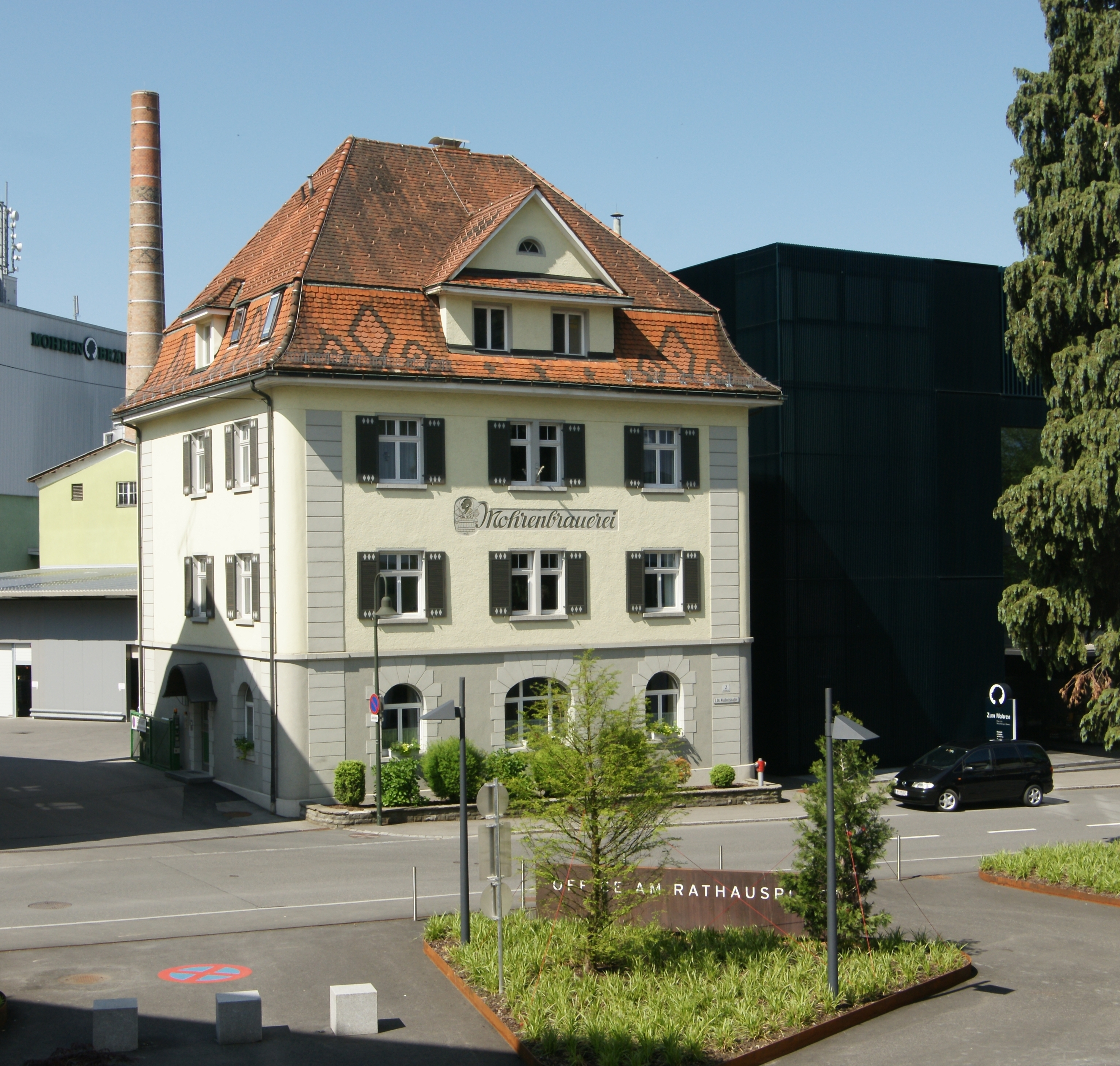
Blick auf das historische Firmengebäude; dahinter die Brauerei, 2010

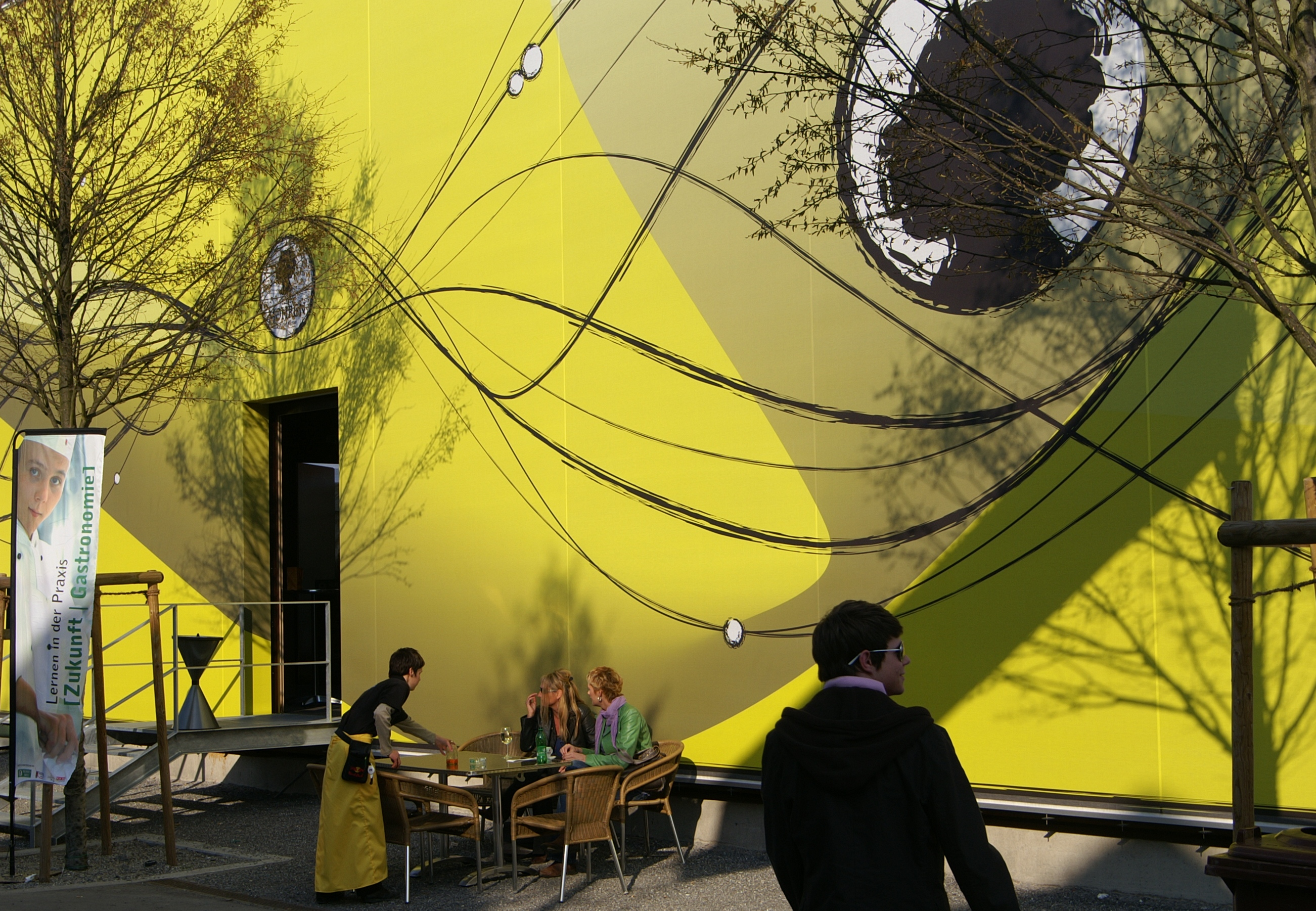
Stand der Mohrenbrauerei auf der Dornbirner Messe, 2007

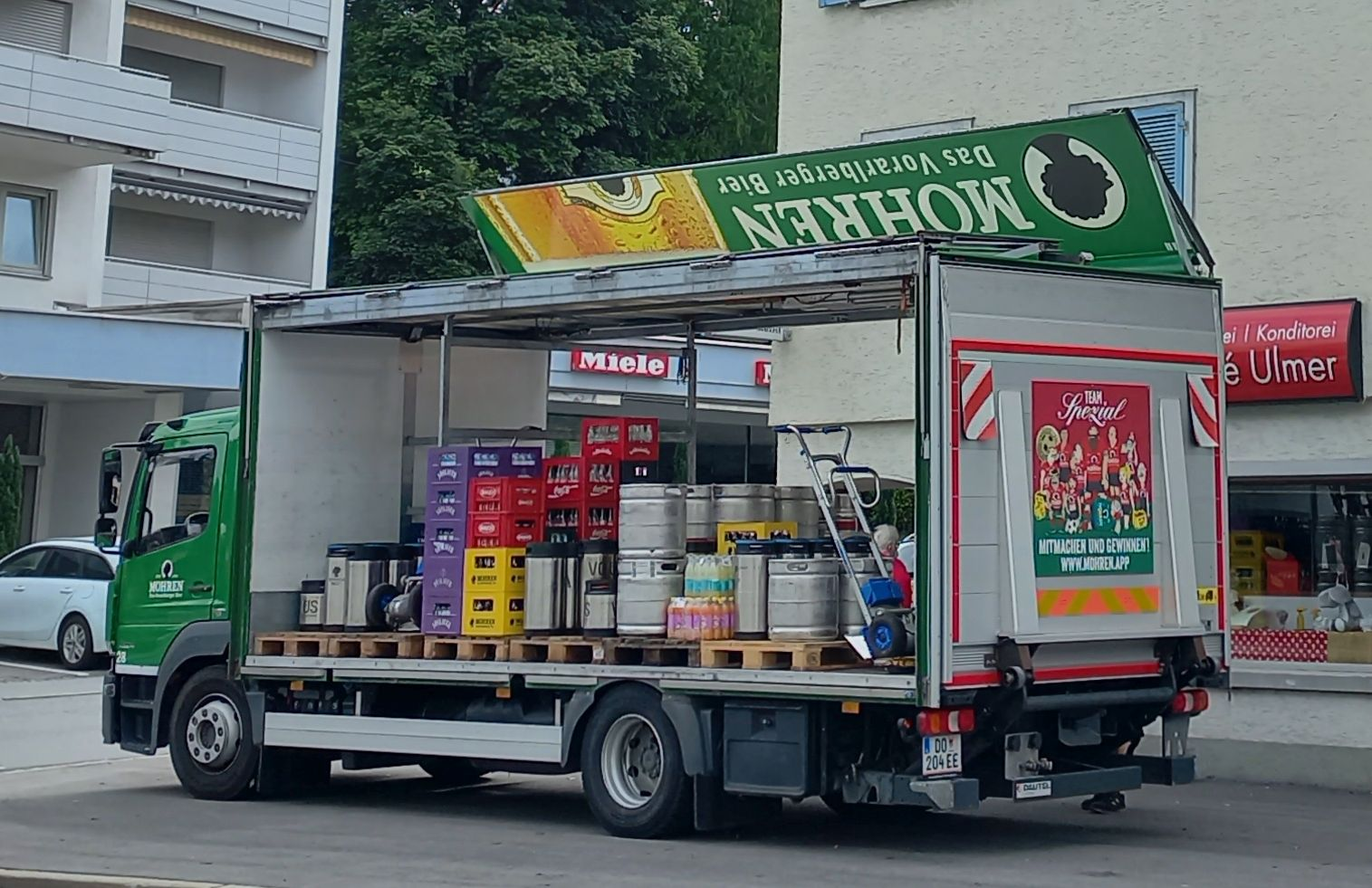
Die Auslieferung des Bieres und anderer Getränke erfolgt mit eigenen LKW

Der Ursprung der heutigen Mohrenbrauerei liegt im Gasthaus „Zum Mohren“, benannt nach dem Inhaber der Gast- und Braustätte Josef Mohr. Dieser wird 1784 erstmals urkundlich als „Mohrenwirt“ erwähnt. In welchem Jahr mit dem Brauen des ersten Mohrenbieres begonnen wurde, ist unbekannt. Im Steuerkataster vom Jahr 1808 wurde die Brauerei als reale „Bierbrau Gerechtigkeit“ bezeichnet.

### 1834 bis 1849
Franz Anton Huber, Händler und Schlosser in Dornbirn-Markt, erwarb zum 1. Mai 1834 das Gasthaus samt Anwesen und dazugehörender Brauerei von einem Bauern aus Hohenems. Seit diesem Tag befindet sich die Brauerei in Familienbesitz.
1846 verkaufte Franz Anton Huber die Brauerei an seinen Sohn Johann Ulrich, vereinbarte aber weitere Nutzungsrechte für sich und seinen jüngsten Sohn Karl Ferdinand. Diesem hinterließ der Vater nach seinem Tod 1849 auch den Brauereianteil.

### Die 2. Generation
Karl Ferdinand Huber führte die Brauerei und das Gasthaus. In Platten an der Gütlestraße wurde zur Lagerung eines weiteren Quantums Sommerbiers ein neuer Felsenkeller mit eigenem Gastzimmer und Bierausschank erbaut. Am 24. April starb Karl Ferdinand Huber 40-jährig überraschend an einem Herzschlag. Seine Frau Anna bestellte den Braumeister Anton Christadler aus dem Allgäu, und das Geschäft florierte weiter. 1869 veranlasste Anna Huber den Neubau des Gasthofes, der die größte Gaststätte Dornbirns wurde.
Aufgrund der Eröffnung der Bahnstrecke Lindau–Bludenz erlebte das Land Vorarlberg ab 1872 einen weiteren wirtschaftlichen Aufschwung, von dem auch die Mohrenbrauerei profitierte. Anna berief ihren Sohn, den 20-jährigen August Huber, in die Geschäftsleitung.

### Die 3. Generation
Im Rahmen der Industrialisierung konnte die Mohrenbrauerei unter der Führung von Anna und August Huber ihren Aufschwung und ihr Wachstum fortsetzen. Viele Entwicklungen fielen in diese Phase der Brauereigeschichte. 1883 heiratete August Huber die Lauteracherin Bertha Haltmeyer.
1884 wurde die Arlbergbahn eröffnet. Reiseverkehr und Bierkonsum wuchsen Hand in Hand. Mittlerweile waren es 7.000 hl Bier, die jährlich produziert wurden. Bis ins Jahr 1890 sollte die Jahresproduktion auf nahezu 20.000 hl steigen.
Am 9. April 1888 starb Anna Huber im Alter von 61 Jahren. Unter der alleinigen Führung von August wuchs das Unternehmen weiter. 1894 kaufte er den „Goldenen Hirschen“ in Bregenz, eine weitere Niederlassung wurde in Egg in Form des „Gasthof Traube“ errichtet. Auch Feldkirch und Bludenz werden nun mit Mohrenbier beliefert. Am 20. Februar 1895 starb August Huber unerwartet im 43. Lebensjahr. Er hinterließ seine Frau Berta mit fünf unmündigen Kindern und eines der größten Geschäfte des Landes. Nach dem Testament erfolgte die Gründung der Firma „Mohrenbrauerei August Huber“, unter deren Namen die Brauerei noch heute firmiert. Berta vergrößerte weiter, investierte in technische Anlagen und kaufte den Montafoner Hof in Tschagguns.
1898 wurde unter ihrer Leitung das ganze Unternehmen elektrifiziert. Im selben Jahr wurden Kegelbahn und Gartenhalle gebaut, und Berta heiratete Karl Wehinger, der mit Kollektiv-Prokura ins Geschäft eintrat. Das Absatzgebiet wurde erweitert und nunmehr auch das Fürstentum Liechtenstein beliefert. Zur Jahrhundertwende hatte die Bierproduktion unter dem ostschlesischen Braumeister Anton Decker einen Ausstoß von 30.000 hl erreicht. Es folgte weiteres Wachstum: Gasthöfe wurden gekauft, eine Fasswäscherei erworben und die ersten Lastenautomobile angeschafft.

### Die 4. Generation
Geführt von Oswald Huber war die Ära der 4. Huber-Generation geprägt von den Ausnahmezuständen während der beiden Weltkriege. Die Produktion sank während der Kriege stetig und musste schließlich sogar eingestellt werden. Die Brauerei wurde vorübergehend zur Kaserne umfunktioniert und es wurden Soldaten aus Marokko einquartiert. Erst 1951 ging es für die Mohrenbrauerei wieder aufwärts.

### Die 5. Generation
Die Arbeit der 5. Generation stand unter dem Zeichen des Wiederaufbaus und der Konsolidierung. Karl August und Guntram Huber hielten die Familienanteile. Mit den Geschäftsführern Ganahl und Menz wurden erstmals Gesellschaftsverträge außerhalb der Familie Huber abgeschlossen. Ende der 80er Jahre wurde der bislang letzte Generationswechsel vorbereitet.

### Die 6. Generation
Die Mohrenbrauerei erhielt 2008 einen Auftrag aus Schweden über 2 Millionen Flaschen Mohren Pfiff, was etwa einem Viertel der damaligen Jahresproduktion entsprach.
2012 betrug der Getränkeausstoß 222.911 hl.

## Produkte
| Produkt                      | Stammwürze [°] | Alkoholgehalt [Vol.-%] | Zusammensetzung                                                               | Bierart                   | Größen                                            |
| ---------------------------- | -------------- | ---------------------- | ----------------------------------------------------------------------------- | ------------------------- | ------------------------------------------------- |
| Mohrenbräu Spezial           | 12,7           | 5,6                    |                                                                               | Spezialbier               | 0,5 l MW 0,33 l MW Leichtglasflasche              |
| Mohrenbräu Export            | 11,7           | 5,0                    |                                                                               | Märzenbier                | 0,5 l MW 0,33 l Dose 0,5 l Dose                   |
| Mohrenbräu Pfiff             | 11,7           | 4,9                    |                                                                               | Spezialbier bzw. Pilsbier | 0,33 l MW Leichtglasflasche                       |
| Mohrenbräu Helles            | 11,4           | 5,1                    |                                                                               | Helles                    | 0,5 l MW                                          |
| Mohrenbräu Weizen            | 12,4           | 5,0                    |                                                                               | Weizenbier                | 0,5l MW                                           |
| Mohrenbräu Pilsner           | 11,3           | 4,8                    |                                                                               | Pilsbier                  | 0,33 l MW Longneck grün                           |
| Mohrenbräu Gambrinus         | 11,6           | 4,3                    |                                                                               | Schwarzbier, Malzbier     | 0,33 l MW-Bügelflasche                            |
| Mohrenbräu Festbock          | 16,6           | 7,0                    |                                                                               | Bockbier                  | 0,33 l MW-Bügelflasche (nur Ostern & Weihnachten) |
| Mohrenbräu Radler Zitrone    | 4,8            | 2,2                    | 40 % Mohrenbräu Spezialbier und 60 % Zitronenlimonade                         | Biermischgetränk          | 0,33 l MW Leichtglasflasche 0,5 l MW 0,5 l Dose   |
| Mohrenbräu Radler sauer      | 7,7            | 3,1                    | 60 % Mohrenbräu Spezialbier und 40 % Mineralwasser                            | Biermischgetränk          | 0,33 l MW Leichtglasflasche 0,5 l MW 0,5 l Dose   |
| Mohrenbräu Grapefruit Radler | 5,4            | 2,5                    | 40 % Mohrenbräu Spezialbier und 60 % Limonade mit Blutorangen-Grapefruit-Saft | Biermischgetränk          | 0,33 l MW Leichtglasflasche                       |
| Mohrenbräu Kellerbier        | 12,6           | 5,7                    |                                                                               | Kellerbier, Spezialität   | 0,33 l MW-Bügelflasche                            |
| Mohrenbräu Pale Ale          | 12,3           | 5,0                    |                                                                               | Pale Ale                  | 0,33 l EW                                         |

(MW – Mehrweg)

(EW – Einweg)

## Name und Logo

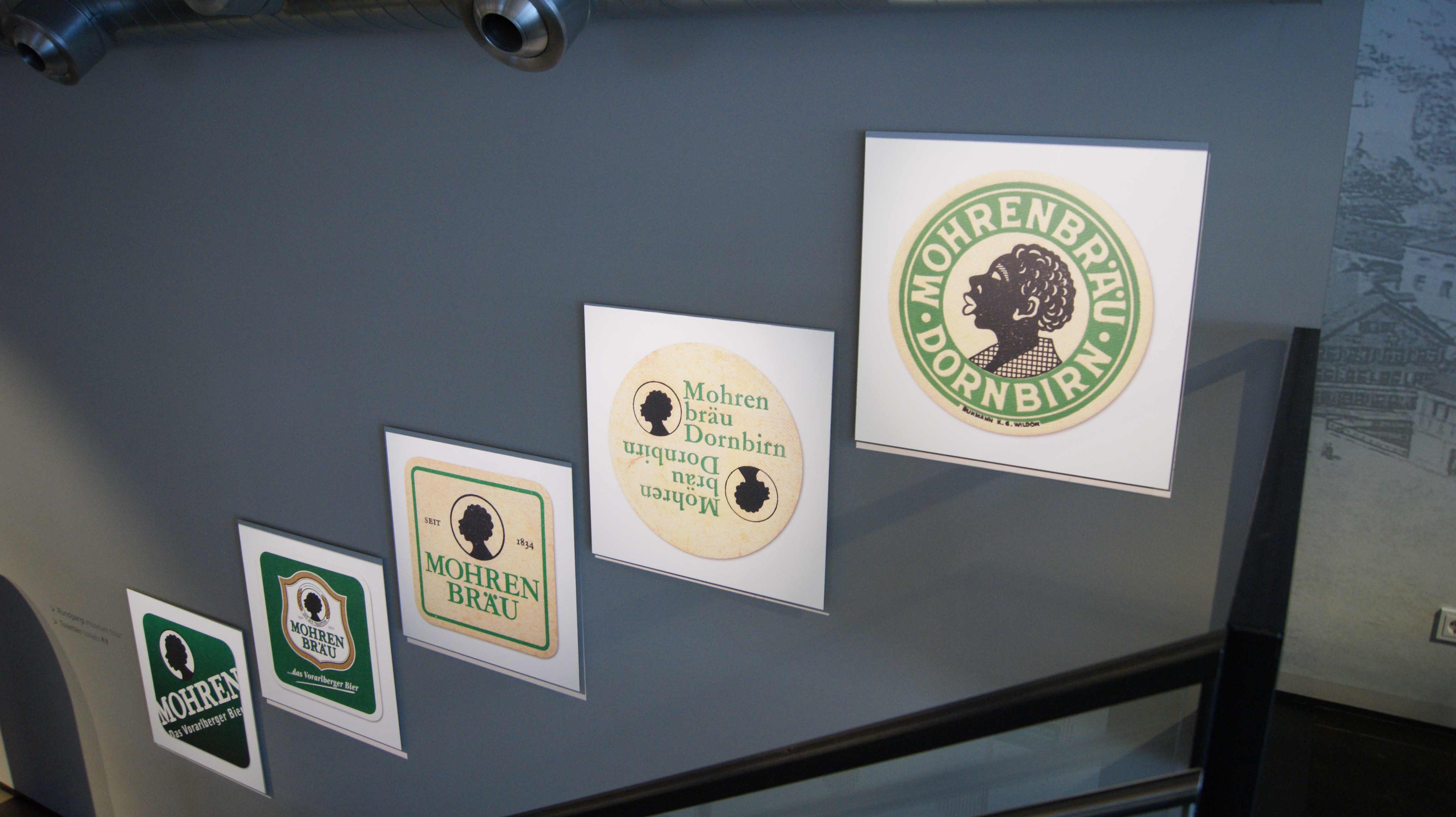
Darstellung der Entwicklung des Mohrenbräu-Logos anhand von Bierdeckeln in der „Mohrenbräu Biererlebniswelt“

Die Kombination des Wortes Mohr mit der stereotypen Darstellung eines schwarzen Menschen im Logo wurde wiederholt als rassistisch kritisiert. So wurde die Darstellung 2012 als rassistische Stereotypisierung thematisiert, da das Logo die karikaturenhafte Silhouette eines Mannes mit wulstigen Lippen, krausem Haar und einer markanten Nase darstellt. Offiziellen Aussagen des Unternehmens zufolge handelt es sich beim Logo um das im Jahr 1834 vom ursprünglichen Brauereigründer Josef Mohr übernommene Familienwappen. Dieses basiere auf alten Darstellungen des heiligen Mauritius.
Im Zuge der im Frühjahr 2020 global wiederaufflammenden Black-Lives-Matter-Proteste kam auch die Wahl von Logo und Firmenname der Mohrenbrauerei erneut in die Kritik. Nachdem ein Vorarlberger Grafiker einen Vorschlag für die Umgestaltung des Unternehmenslogos publiziert hatte, der zum Ziel hatte, den stilisierten menschlichen Kopf durch die Silhouette eines Birnbaums zu ersetzen, wurde das Unternehmen insbesondere in den Sozialen Medien erneut stark für seine Logowahl und den Unternehmensnamen kritisiert. Schließlich legte die Mohrenbrauerei im Juni 2020 ihre sämtlichen Social-Media-Accounts vorübergehend still, nachdem es dort zu massiven Anfeindungen sowohl von Gegnern als auch Befürwortern des Unternehmenslogos gekommen war.
Im März 2022 wurde von der Mohrenbrauerei ein gemeinsam mit Historikern überarbeiteter Markenauftritt präsentiert. Der Kopf im Logo blieb dabei erhalten, wurde jedoch um die stereotypischen Merkmale der wulstigen Lippen und markanten Nase reduziert und insgesamt nach Angabe des Unternehmens „neutral statt kolonial“ gestaltet. Statt „Seit 1834“ wurde dem runden Mohrenkopf-Siegel ein „Seit 1763“ angefügt, das auf die erste Erwähnung unter Josef Mohr Bezug nimmt. Anstatt „Mohrenbräu“ wurde in der neuen Bildmarke der Schriftzug „Privatbrauerei – Das Vorarlberger Bier“ eingefügt, der „Mohren“-Schriftzug auf den Flaschen durch „Mohrenbräu“ ersetzt. Das neue Logo wurde zuerst auf einer neuen 0,33-L-Glasflasche eingeführt, die Umfirmierung aller Produkte sollte bis Ende 2022 abgeschlossen sein und zumindest 1 Million Euro kosten. Alle im Umlauf befindlichen Bierkisten würden hingegen nach Schätzung des Unternehmens erst in 10 Jahren ausgetauscht sein.

## Mohrenbräu Biererlebniswelt
Die Mohrenbräu Biererlebniswelt ist ein Museum über die Geschichte der Mohrenbrauerei sowie die Braukunst im Allgemeinen und wurde im Oktober 2016 eröffnet. Das Museum befindet sich am Hauptsitz der Mohrenbrauerei in Dornbirn. Es sind darin etwa 10.000 Exponate ausgestellt, von kleinen wie Bierdeckel bis zu einem Nachbau der Fassade des ehemaligen Gasthofs „Mohren“ oder einer Brauanlage aus dem 19. Jahrhundert.

## Getränkemarke VO ÜS
Im Jahr 2019 gründete die Mohrenbrauerei gemeinsam mit der Brauerei Frastanz die Getränke- und Limonadenmarke VO ÜS (Vorarlberger Dialekt: Von uns). Das Sortiment umfasst Mineralwasser, Eistee, Fruchtsäfte sowie verschiedene Limonadensorten, die in Mehrweg-Glasflaschen sowie in Gebinden für die Gastronomie angeboten werden.
Die Markenentwicklung erfolgte durch die Dornbirner Kommunikationsagentur zurgams. VO ÜS erhielt mehrere Auszeichnungen, darunter den Red Dot Award: Best Food & Beverage Brand 2020, den Staatspreis Werbung Österreich (2020) sowie den German Brand Award (2021).